# Laura López (Wasserballspielerin)

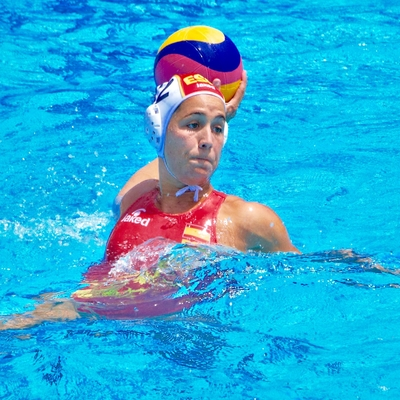
Laura López (2013)

Laura López Ventosa (* 13. Januar 1988 in Madrid) ist eine ehemalige spanische Wasserballspielerin. Sie gewann 2012 eine olympische Silbermedaille. 2013 war sie Weltmeisterin, 2014 Europameisterin.

## Sportliche Karriere
Die 1,71 m große Flügelspielerin wurde 2005 Siebte und 2007 Sechste bei der Juniorenweltmeisterschaft. Mit der spanischen Nationalmannschaft belegte sie 2005 den elften Platz bei der Weltmeisterschaft in Montreal und 2007 den siebten Platz bei der Weltmeisterschaft in Melbourne. 2008 erreichte die spanische Mannschaft mit einem 8:7 über Ungarn das Finale bei der Europameisterschaft in Málaga. Nach der 8:9-Niederlage gegen die Russinnen erhielten die Spanierinnen die Silbermedaille. 2009 folgte ein achter Platz bei der Weltmeisterschaft in Rom.
Drei Jahre später gewannen die Spanierinnen bei den Olympischen Spielen 2012 in London ihre Vorrundengruppe vor dem US-Team, wobei der direkte Vergleich 9:9 endete. Mit Siegen über die Britinnen im Viertelfinale und über die Ungarinnen im Halbfinale erreichte die spanische Mannschaft das Finale gegen das US-Team. Diesmal gewannen die Amerikanerinnen mit 8:5. In sechs Spielen erzielte López insgesamt drei Tore.
Im Jahr darauf trafen bei der Weltmeisterschaft 2013 in Barcelona die Spanierinnen und das US-Team bereits im Viertelfinale aufeinander und die Spanierinnen gewannen mit 9:6. Mit einem 13:12-Halbfinalsieg über Ungarn und einem 8:6-Finalsieg gegen Australien gewannen die Spanierinnen den Weltmeistertitel. Laura López erzielte insgesamt 14 Tore, davon zwei im Finale. Bei der Europameisterschaft 2014 in Budapest gewannen die Spanierinnen ihre Vorrundengruppe dank des besseren Torverhältnisses. Nach einem 9:8-Halbfinalsieg gegen die Ungarinnen besiegten die Spanierinnen im Finale die Mannschaft aus den Niederlanden mit 10:5. López erzielte im Turnierverlauf sieben Treffer, davon einen im Halbfinale. 2015 wurden die Spanierinnen Siebte bei der Weltmeisterschaft in Kasan. López warf insgesamt neun Tore. Bei den Olympischen Spielen 2016 in Rio de Janeiro erreichten die Spanierinnen den fünften Platz. López steuerte insgesamt zehn Treffer bei, davon allein vier beim Vorrundensieg gegen China.
Laura López spielt bei CN Mataró, in der spanischen Meisterschaft meist Zweiter hinter CN Sabadell. Im Europapokal, der LEN-Trophy, siegte CN Mataró 2016. 